# Redstone Arsenal
Redstone Arsenal is een plaats (census-designated place) in de Amerikaanse staat Alabama en valt bestuurlijk gezien onder Madison County.
In Redstone Arsenal staat een fabriek van MBDA USA - vroeger Northrop Grumman - waar onder meer de Viper Strike-raket wordt gemaakt.

## Demografie
Bij de volkstelling in 2000 werd het aantal inwoners vastgesteld op 2365.

## Geografie
Volgens het United States Census Bureau beslaat de plaats een oppervlakte van
20,4 km², waarvan 20,4 km² land.

## Plaatsen in de nabije omgeving
De onderstaande figuur toont de plaatsen in een straal van 24 km rond Redstone Arsenal.